# Ancienne église Saint-André d'Angoustrine
L'église Saint-André d'Angoustrine (catalan : església de Sant Andreu d'Angostrina) est une église romane située à Angoustrine-Villeneuve-des-Escaldes (Angostrina i Vilanova de les Escaldes) en Cerdagne dans le département français des Pyrénées-Orientales en région Occitanie.

## Localisation
L'église Saint-André se dresse au milieu du cimetière qui domine le village à l'ouest.
Elle ne doit pas être confondue avec l'église néogothique du même nom, érigée au centre du village.

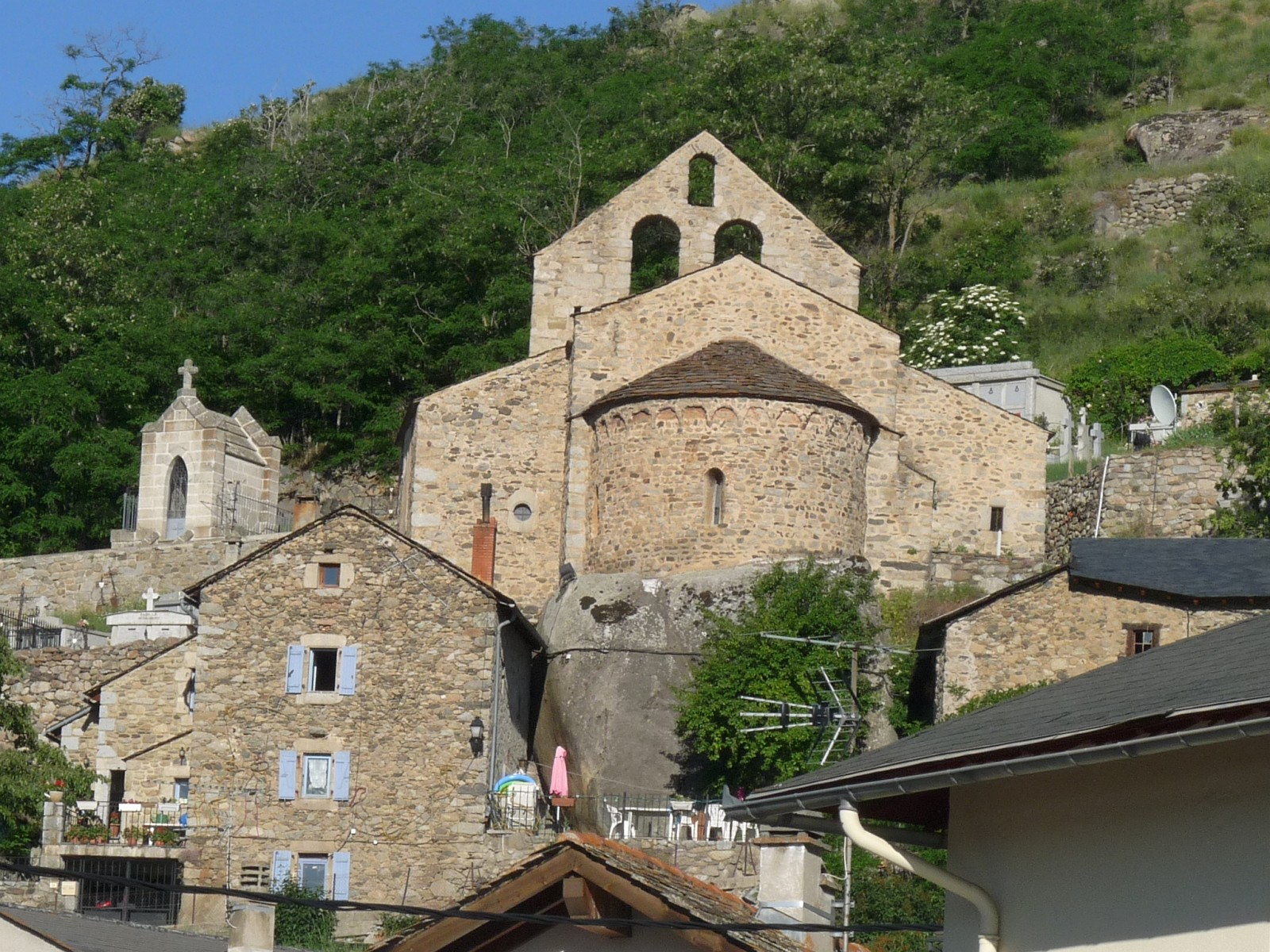

## Historique
L'église d'Angoustrine est mentionnée pour la première fois dans l'acte de consécration de la Cathédrale Sainte-Marie d'Urgell au Xe siècle.
L'église date du XIIe siècle mais comprend un chevet du XIe siècle et deux chapelles latérales du XVIIIe siècle.
L'édifice fait l'objet d'un classement au titre des monuments historiques depuis le 21 décembre 1954. De nombreux objets sont référencés dans la base Palissy (voir les notices liées).

## Architecture
L'église se compose d'une nef unique, d'un chevet semi-circulaire et d'un clocher-mur.
Couverte de lauzes, elle est édifiée en moellon, seuls les chaînages d'angle, le portail et l'encadrement des oculi étant réalisés en pierre de taille.
À l'est, l'église présente un beau chevet roman composé d'une abside unique ornée d'une arcature constituée de petits arcs en plein cintre.
Au sud, la façade est percée d'un portail cintré du XIIe siècle encadré de colonnes surmontées de chapiteaux sculptés. Ce portail est surmonté d'une archivolte à quatre voussures. La première et la troisième voussures présentent des claveaux biseautés tandis que la deuxième est ornée d'un boudin.
L'église comporte par ailleurs un clocher-mur à trois baies semblable à celui de Saint-Fructueux de Llo, de Saint-Romain de Caldegas et de Notre-Dame-de-Belloch.

## Décoration intérieure et mobilier
L'abside comporte des fresques du XIIIe siècle, figurant la Cène, les mois de l'année et le Christ en Majesté,.
- Christ polychrome roman du XIIe siècle.
- Petit retable du XIIe siècle. Le panneau central porte une Vierge à l'enfant ; les panneaux latéraux, moins hauts, représentent l'Annonciation et la Visitation.

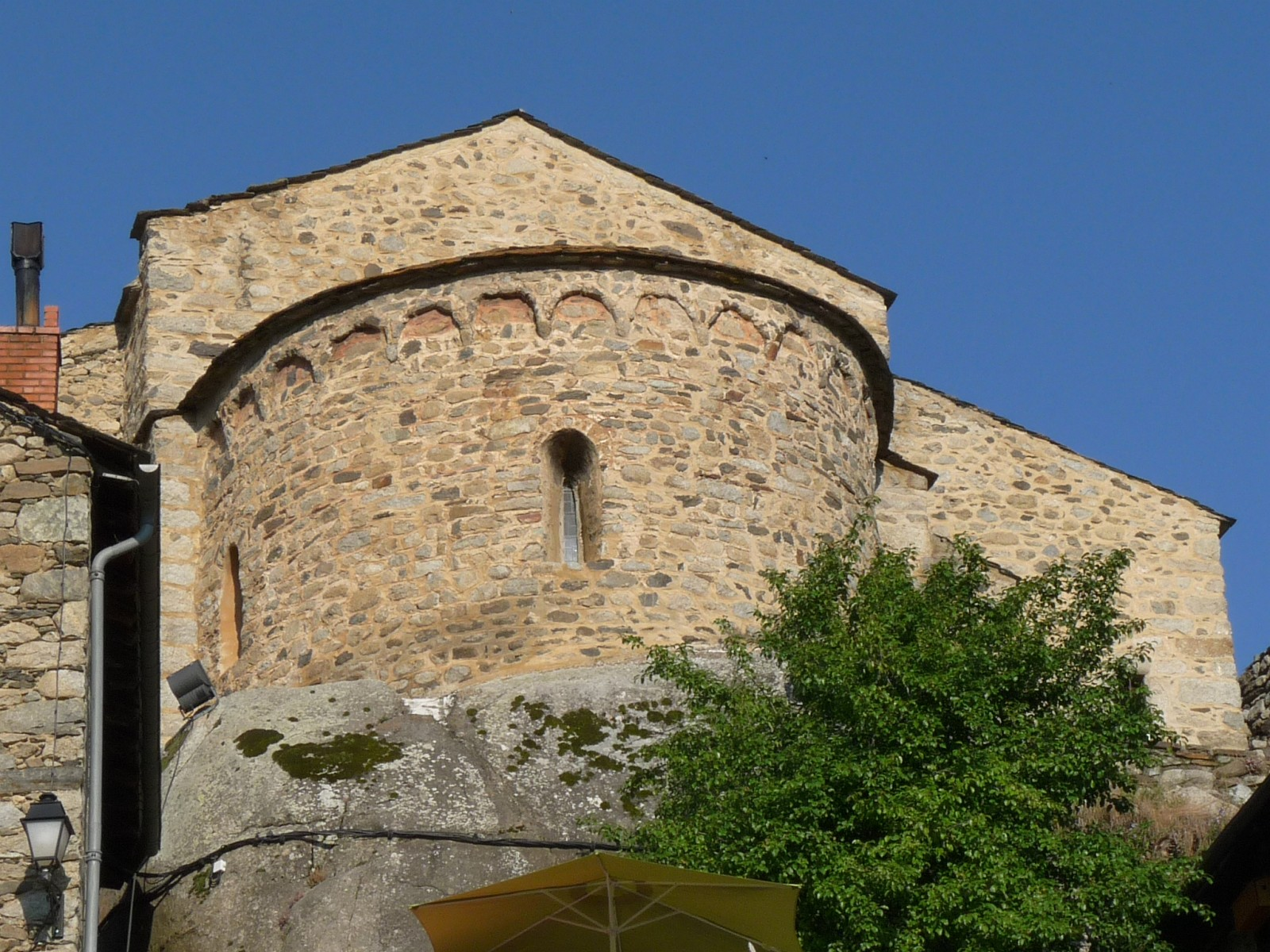
Le chevet.
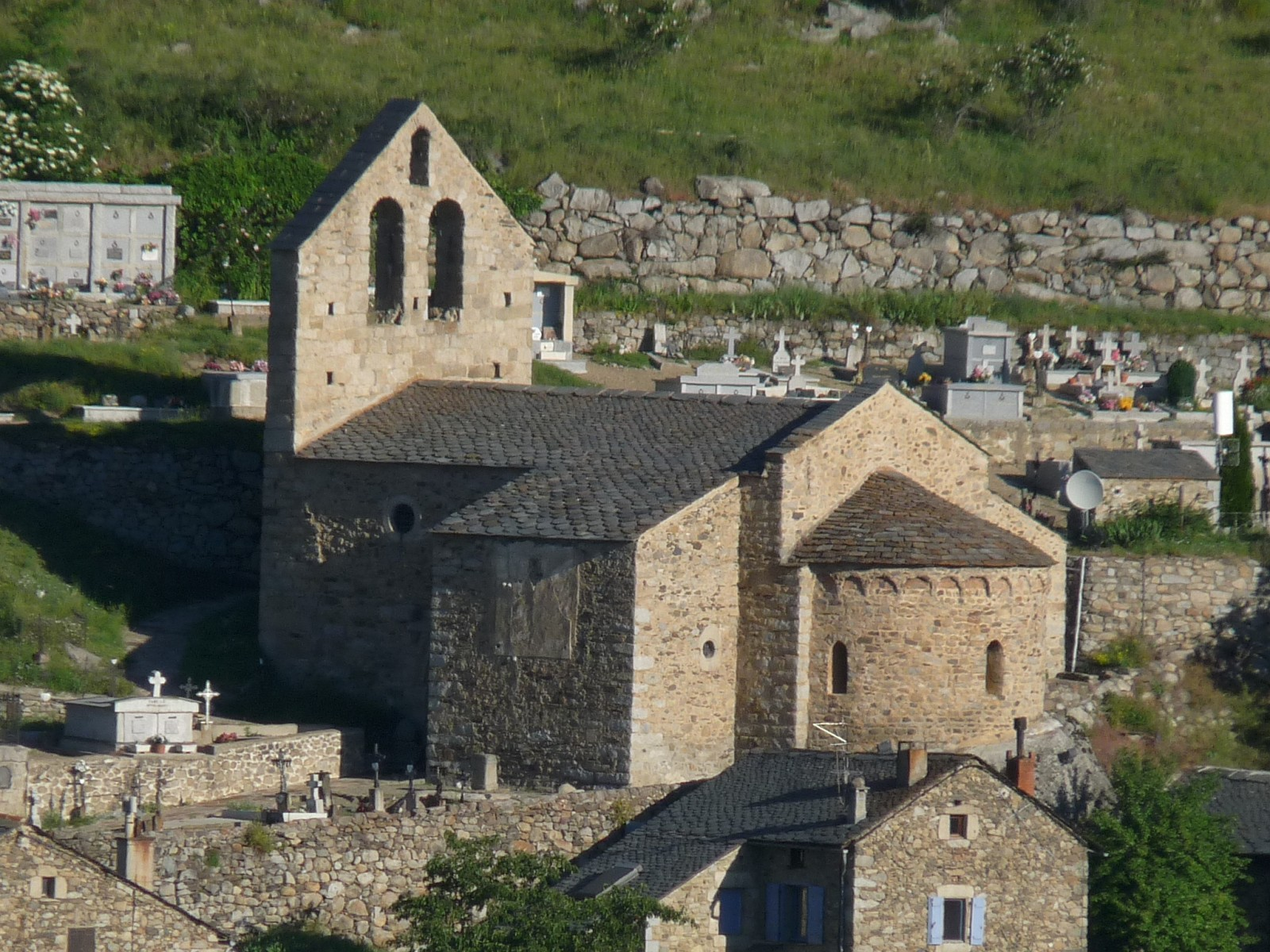
Vue d'ensemble.
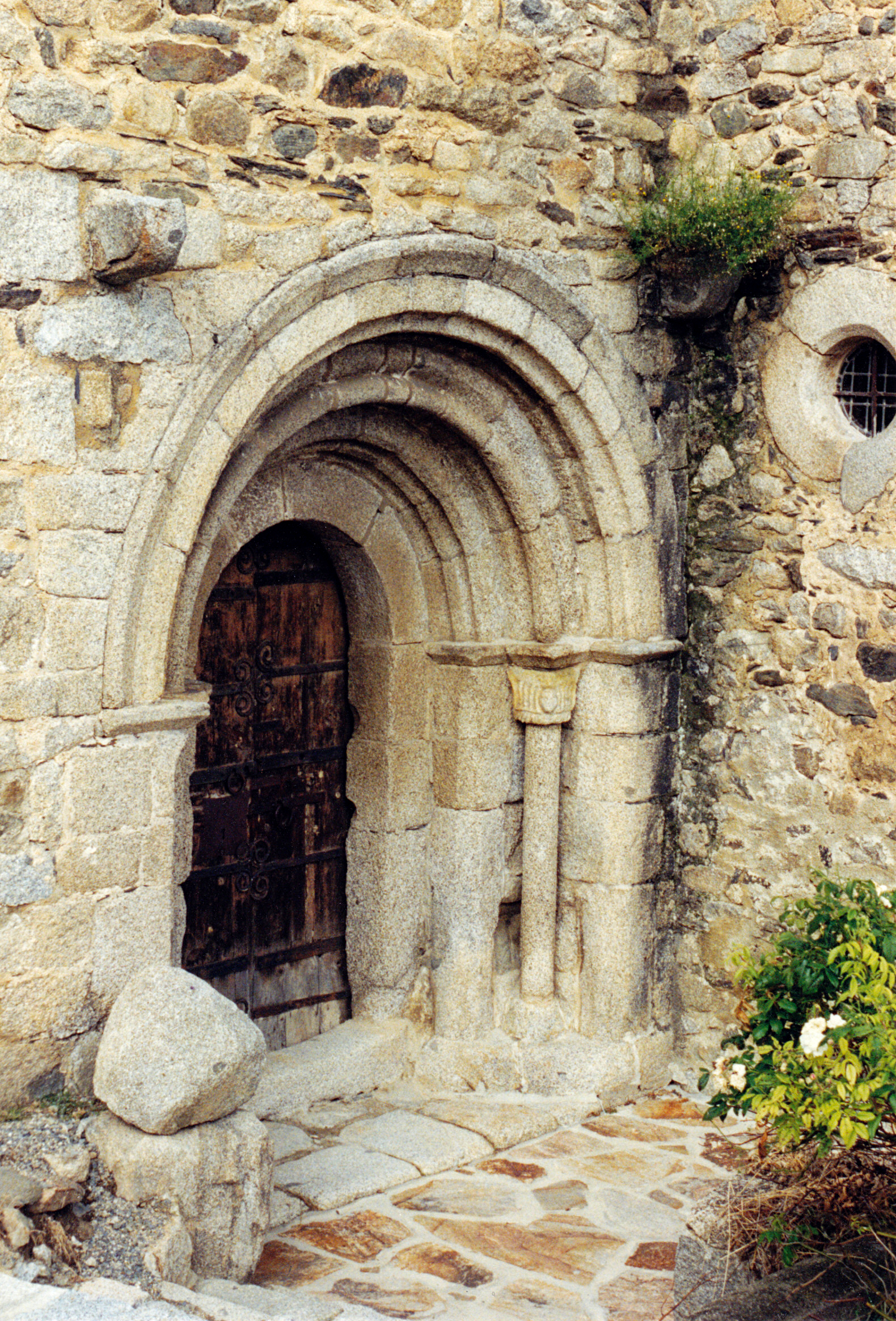
Le portail.

#### Articles et ouvrages
- Noël Bailbé, Les portes des églises romanes du Roussillon, Perpignan, Société agricole, scientifique et littéraire des Pyrénées-Orientales, 2000
- Géraldine Mallet, Églises romanes oubliées du Roussillon, Montpellier, Les Presses du Languedoc, 2003, 334 p. (ISBN 978-2-8599-8244-7)
- Jean-Bernard Mathon (dir.), Guillaume Dalmau et Catherine Rogé-Bonneau, Corpus des Vierges à l'Enfant (XIIe – XVe siècle) des Pyrénées-Orientales, Presses universitaires de Perpignan, coll. « Histoire de l'art », 2013 (ISBN 9782354121853, lire en ligne)
- (ca) « Sant Andreu d'Angostrina », dans Catalunya romànica, t. VII : La Cerdanya. El Conflent, Barcelone, Fundació Enciclopèdia Catalana, 1995 (lire en ligne)

#### Fiches du ministère de la Culture
- « Ancienne église paroissiale Saint-André dite aussi "la vieille église" », notice no PA00103953, sur la plateforme ouverte du patrimoine, base Mérimée, ministère français de la Culture
- « Dossier de protection, Ancienne église paroissiale Saint-André dite aussi "la vieille église" » [PDF], base Mérimée, ministère français de la Culture
- « Statue (figure vêtue) : Christ en croix », notice no PM66000017, sur la plateforme ouverte du patrimoine, base Palissy, ministère français de la Culture
- « Antependium : Christ en gloire (le), l'Annonciation, la Visitation, l'Adoration des Mages », notice no PM66000018, sur la plateforme ouverte du patrimoine, base Palissy, ministère français de la Culture
- « Retable de la Vierge, 2 tableaux : l'Annonciation, la Visitation, statue : Vierge assise », notice no PM66000019, sur la plateforme ouverte du patrimoine, base Palissy, ministère français de la Culture
- « Groupe sculpté : la Charité de saint Martin », notice no PM66000020, sur la plateforme ouverte du patrimoine, base Palissy, ministère français de la Culture
- « Retable, antependium, statue de saint Martin : saint Martin », notice no PM66000021, sur la plateforme ouverte du patrimoine, base Palissy, ministère français de la Culture
- « Retable, statue du Rosaire : Vierge à l'Enfant », notice no PM66000022, sur la plateforme ouverte du patrimoine, base Palissy, ministère français de la Culture
- « Statue : Vierge assise », notice no PM66000023, sur la plateforme ouverte du patrimoine, base Palissy, ministère français de la Culture
- « Peintures monumentales : la Cène, mois de l'Année (les), Christ en majesté », notice no PM66000024, sur la plateforme ouverte du patrimoine, base Palissy, ministère français de la Culture
- « Stèle (cippe) », notice no PM66000025, sur la plateforme ouverte du patrimoine, base Palissy, ministère français de la Culture